# Димана Данева
Димана Йорданова Данева е българска поетеса, творила в Стара Загора.

## Биография
Димана Данева е родена на 12 април 1919 г. в Харманли, но живее там само една година след раждането си, а после още една – в първи прогимназиален клас. Баща ѝ – Йордан Данев, е от Плевен, а майката – Иванка Пулева, е от Харманли. Йордан е ветеринарен фелдшер, временно работи в митницата, близо до Свиленград, където се мести семейството.
Почива в София на 18 май 1946 г. от сърдечен порок. В нейна чест е кръстен парк в родния ѝ град Харманли.

## Образование
Учи последователно в гр. Харманли и Перник. Завършва девическата гимназия „Анастасия Тошева“ в Стара Загора (учи в периода 1934 – 1938). Есента на 1939 г. следва славянска филология и философия в СУ „Св. Климент Охридски“.

## Творчество
През 1930-те, още като ученичка в Старозагорската девическа гимназия, тя се проявява като поетеса. 15-годишна публикува първото си произведение – „Миньор“, в списание „Българска реч“, с редактор Малчо Николов. През 1936 г. получава наградата на същото списание за най-хубав цикъл – „Есенни стихотворения“.
Сътрудничи активно на младежки списания и вестници – сп. „Светлоструй“ (Плевен), „Литературен ек“, „Сеяч“, „Земеделско знаме“ и др. Публикува стихове в списанията „Българска реч“, „Млад турист“. До завършване на следването си в София вече е отпечатала над 40 стихотворения.
Приживе не издава стихосбирка. Посмъртно са издадени две нейни книги:
- „Със сърцето си“ (НМ, 1956) с предговор от Александър и Тамара Герови и послеслов от Паун Генов
- „Малко думи трябват между хората“ (изд. на БЗНС, 1983).